# Tricyphona (Tricyphona) elegans
Tricyphona (Tricyphona) elegans is een tweevleugelige uit de familie Pediciidae. De soort komt voor in het Oriëntaals gebied.